# Космештій-Вале
Космештій-Вале (рум. Cosmeștii-Vale) — село у повіті Галац в Румунії. Входить до складу комуни Космешть.
Село розташоване на відстані 184 км на північний схід від Бухареста, 75 км на північний захід від Галаца, 145 км на південь від Ясс, 132 км на схід від Брашова.

## Населення
За даними перепису населення 2002 року у селі проживали 1238 осіб. Усі жителі села рідною мовою назвали румунську.
Національний склад населення села:
| Національність | Кількість осіб | Відсоток |
| -------------- | -------------- | -------- |
| румуни         | 1228           | 99,2%    |
| цигани         | 10             | 0,8%     |